# Kayı
 (avril 2024).
Si vous disposez d'ouvrages ou d'articles de référence ou si vous connaissez des sites web de qualité traitant du thème abordé ici, merci de compléter l'article en donnant les références utiles à sa vérifiabilité et en les liant à la section « Notes et références ».
 (octobre 2020).
Le contenu est difficilement compréhensible vu les erreurs de traduction, qui sont peut-être dues à l'utilisation d'un logiciel de traduction automatique.
IXe siècle – 1299
Entités suivantes :
- Empire ottoman

La tribu Kayı ou Kayi (Karakhanid : قَيِغْ romanisé : qayïγ ou qayig ; Turkish : Kayı boyu, Turkmen : Gaýy taýpasy) est une branche de la confédération turque des  Oghouzes, et une sous-branche de la fédération tribale des Bozok.
Dans son Dīwān Lughāt al-Turk, l'érudit Qarakhanide du XIe siècle Mahmoud de Kachgar cite Kayı comme l'une des 22 tribus oghouzes, précisant que les Oghouzes sont également appelés Turkmènes.
Selon les traditions ottomanes Osman Ier, fils d'Ertuğrul et fondateur de l'Empire ottoman en 1299 est un descendant de la tribu Kayı,,,, mais cette affirmation est controversée,.
On trouve des populations issues de ces tribus en Turquie et au Turkménistan.

## Histoire

### Origine
En turc ottoman : Kayı boyu, est l'une des 24 maisons princière appartenant aux peuples turcs Oghouzes, et c'est l'une des branches de la maison princière des Bozok.
Ses membres sont venus avec les seldjoukides au XIe siècle de l'Asie centrale à l'Anatolie, certains aristocrates Kayı se sont installés dans les Balkans depuis le XIVe siècle.
Dans la Turquie actuelle, la province de Bilecik est considéré comme le territoire qui dépendait des Kayı, et les origines de la dynastie ottomane et des dirigeants de l'Empire ottoman et du califat ottoman appartiennent à celle-ci.
|  |  |  |  |  |  |  |  |  |  |  |  |               |               |               |               |               |               |            |            |            |            |        |        | Oğuz Han   |            |            |            |             |             |             |             |             |             |        |        |                    |                    |                    |                    |                    |                    |  |  |  |  |  |  |  |  |  |  |  |  |  |  |  |  |  |  |  |  |  |  |  |  |  |  |
|  |  |  |  |  |  |  |  |  |  |  |  |               |               |               |               |               |               |            |            |            |            |        |        |            |            |            |            |             |             |             |             |             |             |        |        |                    |                    |                    |                    |                    |                    |  |  |  |  |  |  |  |  |  |  |  |  |  |  |  |  |  |  |  |  |  |  |  |  |  |  |
|  |  |  |  |  |  |  |  |  |  |  |  |               |               |               |               |               |               |            |            |            |            |        |        | Gün Han    |            |            |            |             |             |             |             |             |             |        |        |                    |                    |                    |                    |                    |                    |  |  |  |  |  |  |  |  |  |  |  |  |  |  |  |  |  |  |  |  |  |  |  |  |  |  |
|  |  |  |  |  |  |  |  |  |  |  |  |               |               |               |               |               |               |            |            |            |            |        |        |            |            |            |            |             |             |             |             |             |             |        |        |                    |                    |                    |                    |                    |                    |  |  |  |  |  |  |  |  |  |  |  |  |  |  |  |  |  |  |  |  |  |  |  |  |  |  |
|  |  |  |  |  |  |  |  |  |  |  |  |               |               |               |               |               |               |            |            |            |            |        |        | Kayı Han   |            |            |            |             |             |             |             |             |             |        |        |                    |                    |                    |                    |                    |                    |  |  |  |  |  |  |  |  |  |  |  |  |  |  |  |  |  |  |  |  |  |  |  |  |  |  |
|  |  |  |  |  |  |  |  |  |  |  |  |               |               |               |               |               |               |            |            |            |            |        |        |            |            |            |            |             |             |             |             |             |             |        |        |                    |                    |                    |                    |                    |                    |  |  |  |  |  |  |  |  |  |  |  |  |  |  |  |  |  |  |  |  |  |  |  |  |  |  |
|  |  |  |  |  |  |  |  |  |  |  |  |               |               |               |               |               |               |            |            |            |            |        |        |            |            |            |            |             |             |             |             |             |             |        |        |                    |                    |                    |                    |                    |                    |  |  |  |  |  |  |  |  |  |  |  |  |  |  |  |  |  |  |  |  |  |  |  |  |  |  |
|  |  |  |  |  |  |  |  |  |  |  |  | Saçıkaralılar | Saçıkaralılar | Saçıkaralılar | Saçıkaralılar | Saçıkaralılar | Saçıkaralılar |            |            | Kurtlu     | Kurtlu     | Kurtlu | Kurtlu | Kurtlu     | Kurtlu     |            |            | Kızılkeçili | Kızılkeçili | Kızılkeçili | Kızılkeçili | Kızılkeçili | Kızılkeçili |        |        | Karakeçili aşireti | Karakeçili aşireti | Karakeçili aşireti | Karakeçili aşireti | Karakeçili aşireti | Karakeçili aşireti |  |  |  |  |  |  |  |  |  |  |  |  |  |  |  |  |  |  |  |  |  |  |  |  |  |  |
|  |  |  |  |  |  |  |  |  |  |  |  | Saçıkaralılar | Saçıkaralılar | Saçıkaralılar | Saçıkaralılar | Saçıkaralılar | Saçıkaralılar |            |            | Kurtlu     | Kurtlu     | Kurtlu | Kurtlu | Kurtlu     | Kurtlu     |            |            | Kızılkeçili | Kızılkeçili | Kızılkeçili | Kızılkeçili | Kızılkeçili | Kızılkeçili |        |        | Karakeçili aşireti | Karakeçili aşireti | Karakeçili aşireti | Karakeçili aşireti | Karakeçili aşireti | Karakeçili aşireti |  |  |  |  |  |  |  |  |  |  |  |  |  |  |  |  |  |  |  |  |  |  |  |  |  |  |
|  |  |  |  |  |  |  |  |  |  |  |  |               |               |               |               | Atçekenler    | Atçekenler    | Atçekenler | Atçekenler | Atçekenler | Atçekenler |        |        | Sarıkeçili | Sarıkeçili | Sarıkeçili | Sarıkeçili | Sarıkeçili  | Sarıkeçili  |             |             | Haculu      | Haculu      | Haculu | Haculu | Haculu             | Haculu             |                    |                    |                    |                    |  |  |  |  |  |  |  |  |  |  |  |  |  |  |  |  |  |  |  |  |  |  |  |  |  |  |
|  |  |  |  |  |  |  |  |  |  |  |  |               |               |               |               | Atçekenler    | Atçekenler    | Atçekenler | Atçekenler | Atçekenler | Atçekenler |        |        | Sarıkeçili | Sarıkeçili | Sarıkeçili | Sarıkeçili | Sarıkeçili  | Sarıkeçili  |             |             | Haculu      | Haculu      | Haculu | Haculu | Haculu             | Haculu             |                    |                    | Dynastie ottomane  |                    |  |  |  |  |  |  |  |  |  |  |  |  |  |  |  |  |  |  |  |  |  |  |  |  |  |  |
|  |  |  |  |  |  |  |  |  |  |  |  |               |               |               |               |               |               |            |            |            |            |        |        |            |            |            |            |             |             |             |             |             |             |        |        |                    |                    |                    |                    |                    |                    |  |  |  |  |  |  |  |  |  |  |  |  |  |  |  |  |  |  |  |  |  |  |  |  |  |  |

### La vie politique
On sait très peu de choses sur les premiers beys, et le peu qu'on sait relève plus des mythes que des faits. Les Kayi auraient atteint le haut-bassin du Tigre et de l'Euphrate sous le règne de Kaya Alp. Ils seraient originaires des haut-plateaux de la région d'Ahlat en Anatolie orientale.
Kaya Alp est mort pendant leur migration vers le bassin du Tigre. Son fils, Suleiman Chah, lui succéda à la tête des Kayi.

### L'émergence des Kayi

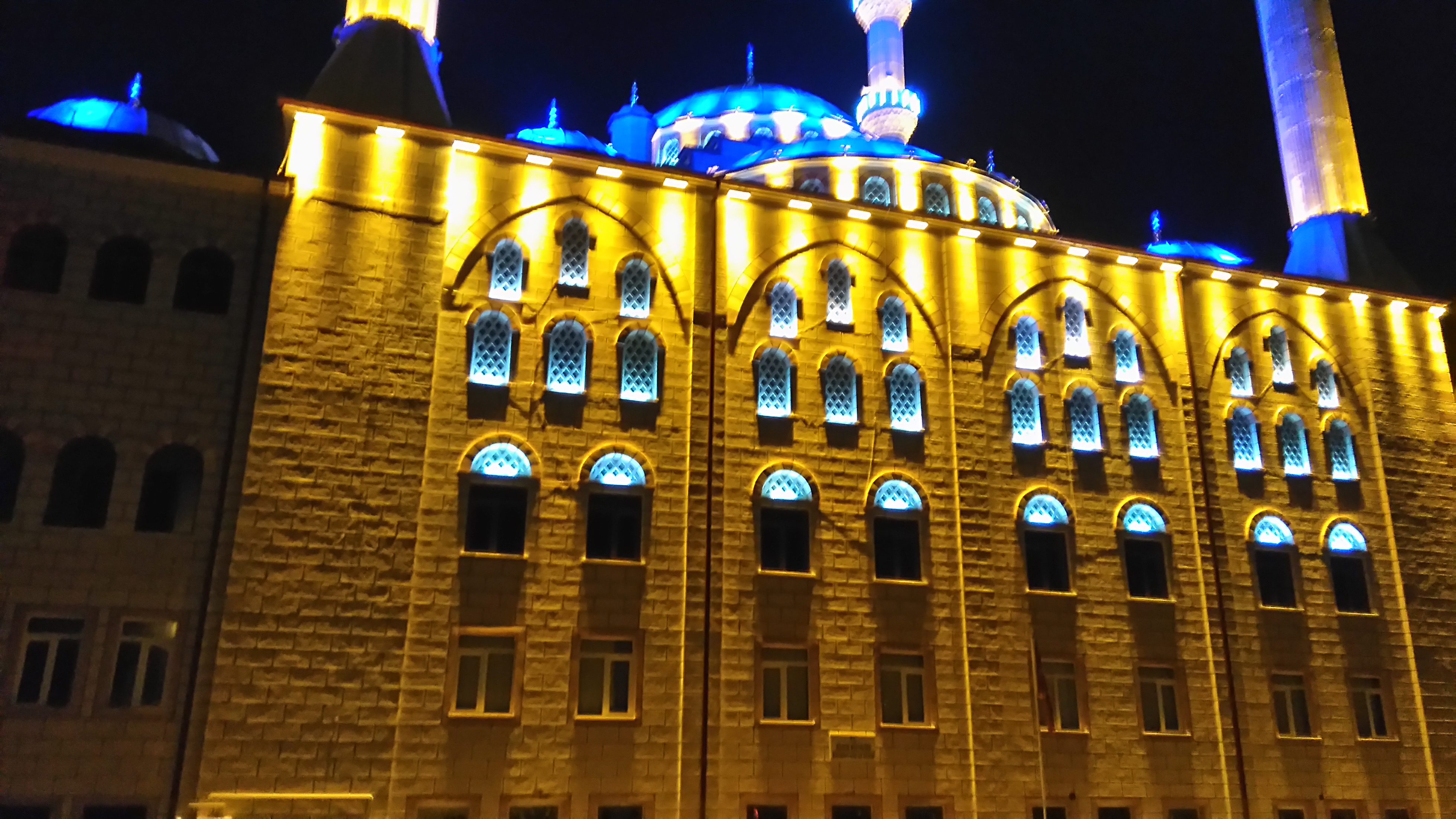
Mosquée de Bilecik

Ertuğrul aurait mené une campagne militaire vers la ville d'Erzincan qui aurait été le théâtre de combats entre le sultanat de Roum et les Khwarezmchahs. Il aurait rejoint le service du prince Kay Qubadh Ier sultan de Konya, l'un des émirats seldjoukides, créé à la suite de la dissolution du grand État seldjoukides.
Selon les informations disponibles, les Kayi aurait quitté la région d'Ahlat vers 1229 face aux pressions dues à la situation militaire de la région, en raison des guerres déclenchées par le Sultan Jalal ad-Din et se fixa dans le bassin du Tigre. Selon les traditions ottomanes Osman Ier, fils d'Ertuğrul et fondateur de l'Empire ottoman en 1299 est un descendant de la tribu Kayı,,,.

### Caractéristiques du Beylicat
La Beylicat de Kayı se distinguait par sa petite taille et sa position dans l'ouest de l'Anatolie :
- Il était éloigné des zones affectées par l'invasion mongole.
- Il était également éloigné de l'influence des puissants émirats turkmènes du sud de l'Anatolie et du sud-ouest.
- Il était toutefois situé près des routes commerciales qui reliant Byzance, à l'ouest aux zones contrôlées par les Mongols à l'est.
- C'était le seul Beylicat faisant face aux régions byzantines, ce qui a amené de nombreux turkmènes désireux de conquérir, ainsi les derviches et les fermiers qui fuyaient les Mongols.
- Il préserva son unité, en particulier lors des successions et ne subit pas de division majeure contrairement aux autres émirats.

### L'emblème des Kayi

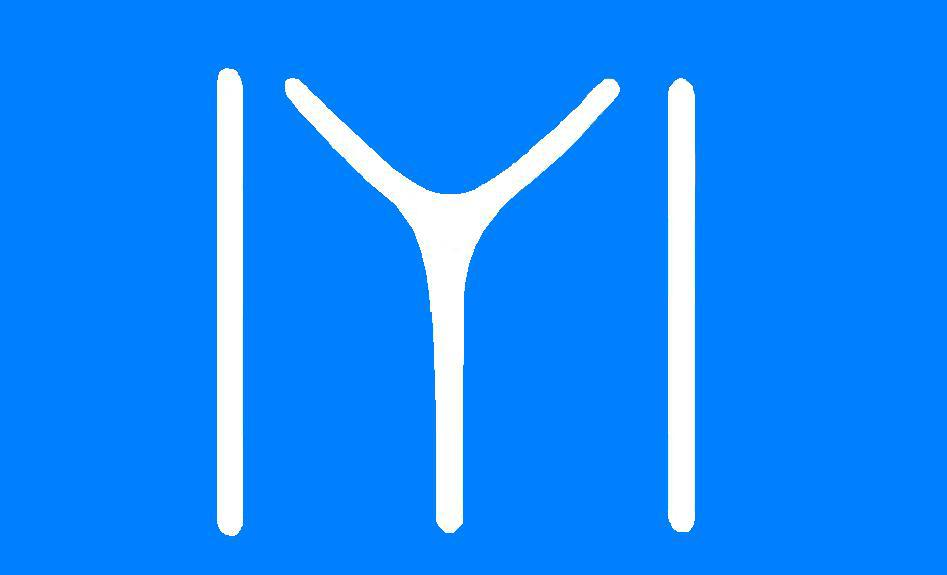
Emblème des Kayı.

Kayı signifie « la personne qui a la force et le pouvoir », dont le symbole est le faucon gerfaut qui est le plus gros faucon.